# Landborgen, Helsingborg

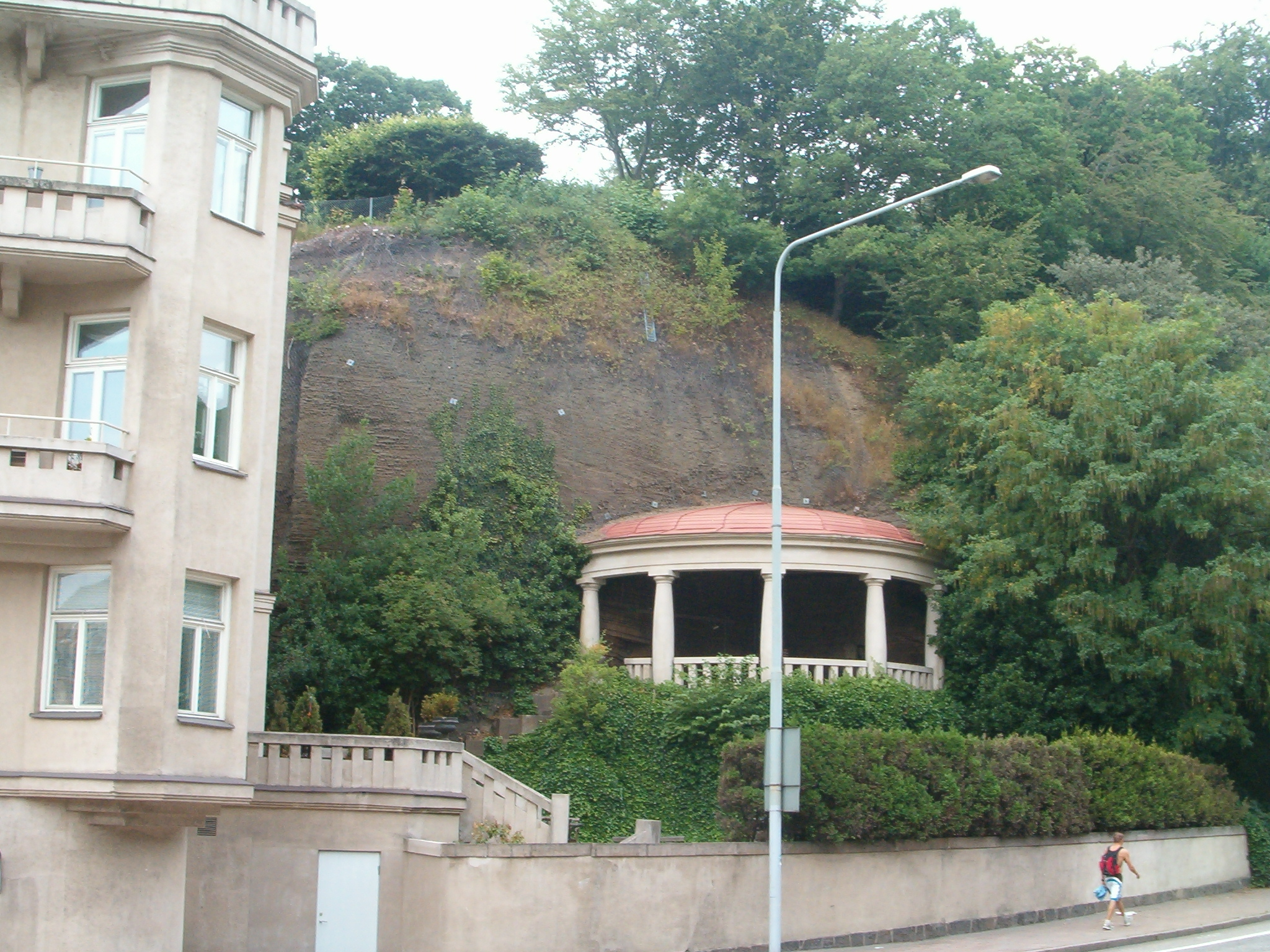
Del av landborgen vid Hälsovägen

Landborgen i Helsingborg är en så kallad abrasionsbrant, som sträcker sig något indragen längs Öresundskusten, från Hittarp till Ramlösadalen. Landborgen är benämningen på den brantaste delen av Helsingborgsryggen, där denna möter Öresund. Sitt namn har den fått av att den bildar en naturlig borg, skyddad av de branta sidorna.
I Helsingborg höjer sig landborgen upp mellan 20 och 40 meter över havsnivån, som lägst vid ändarna: 12 meter över havet vid Ramlösa och 8 meter över havet vid Pålsjö och norrut. På landborgens krön ligger till exempel St Nicolai-huset, Kärnan, Vikingsberg, Henry Dunkers Villa Hevea och före detta vandrarhemmet Villa Thalassa. Norra delen domineras av patriciervillor, bland annat belägna i stadsdelen Tågaborg. Allra längst i norr ligger Sofiero slott.
Längs Landborgens krön har anlagts Landborgspromenaden. Denna sträcker sig från Rååns mynning i Öresund, Raus kyrka och Ramlösa brunnspark i söder, via Gåsebäcken och Folkets park till Slottshagen, Öresundsparken och Margaretaplatsen i Helsingborgs centrum, vidare norrut till Pålsjö skog och Sofiero slott, med en hänförande utsikt över Öresund. Om etymologin bakom ordet "landborg", se landborg.

## Berggrund

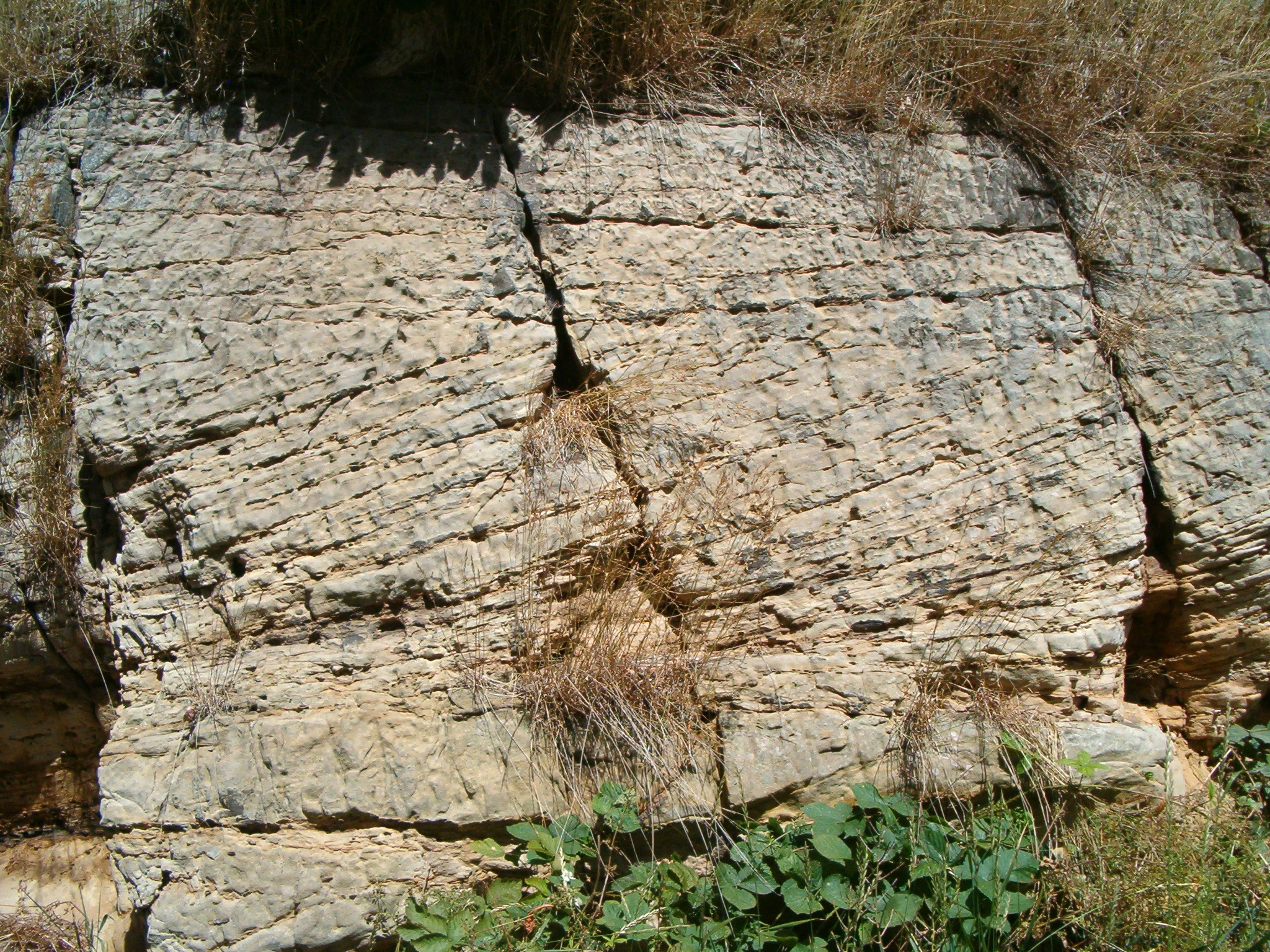
En blottad del av klippan vid Halalid i norra Helsingborg.

Landborgens berggrund är en för Sverige unik blandning av skiftade lager av sandsten och lerskiffer med inslag av stenkol, vilken i Sveriges geologi endast existerar i Skåne, då särskilt i de nordvästra delarna. Sandstenen har på sina ställen en väldigt gulbrun ton som kommer av en hög järnhalt, vilket gör att Helsingborgs grundvatten blir väldigt järnhaltigt.
Berggrunden tillhör den så kallade rät-liasformationen, vilken uppkom under den period av Trias som kallas "Rät", samt äldre delen av Jura vid namn "Lias". Under denna tiden förändrades landskapet i området drastiskt. Vid denna tid låg Skandinavien ungefär där Nordafrika nu ligger och var en öde öken. Kontinentalplattorna separerade och det hade bildats ett hav mellan den nordamerikanska kontinenten och den eurasiska. Därför hade miljön förändrats till ett sumpigt deltaområde med varmt och fuktigt klimat. Stora ödlor bebodde trakten och grönskan utgjordes till stora delen av ormbunks- och fräkenskogar, vars förmultnade rester bildade den stenkol som hittas i berggrunden. Nuvarande Danmark hade helt översvämmats av vatten och Skåne var därför placerat i en kustzon, där de nordvästra delarna växelvis låg under vatten. Detta skapade en skiftesbildning mellan sand och lera som komprimerades till den sandsten och lerskifferblandning med inslag av stenkol som man ser idag.

## Uppkomst
Under flera hundra miljoner år var den skånska berggrunden under starkt tryck från de bergskedjeveckningar som pågick i södra Europa. Ungefär vid den tid då Alperna formades sprack berggrunden i Helsingborgstrakten sönder och vid sprickorna bildades förkastningar. Landborgen bestod av ett flertal självständiga och osammanhängande förkastningar fram till dess att Inlandsisen smälte undan, vilket gjorde att vattennivån stod minst 30 meter högre än vad den gör idag. Vattnet eroderade samman de olika förkastningarna till en lång och sammanhängande förkastningsbrant. I och med att tyngden från landisen försvann började också landborgen resa sig upp ur vattnet vid bildandet av den 16 km breda så kallade Helsingborgsryggen.
Genom landborgen skär ett stort antal raviner och dalar. Dessa uppkom när landisen smälte för 13 000 år sedan. Vid den tiden rådde det ett arktiskt klimat i trakten där det i berggrunden var permafrost ner till stort djup. På somrarna töade det översta landlagret upp, ungefär 1–2 meter ner i berget, vilket gjorde att vatten kunde strömma ut i sprickzoner i berget och gjorde det mycket vattendränkt. När vattnet sedan frös till is igen expanderade det ut och sprängde sönder berget. Denna process upprepades under ett flertal år och vid de platser söndersprängningen varit som störst kunde smältvatten leta sig ner, vilket påskyndade processen. Eroderingen fortsatte efter all is smält bort genom att bäckar letade sig ner i flera av dalarna och sakta nötte bort mer mark.

## Vattenkällor
Flera källor har under tidens lopp sprungit ut ur landborgsbranten:
- Springpostkällan
- Hälsan och Sofiakällan
- Ramlösa